# Pakość
Pakość (łac. Pacossum, niem. Pakosch) – miasto w Polsce położone nad Notecią w województwie kujawsko-pomorskim, w powiecie inowrocławskim, siedziba gminy miejsko-wiejskiej Pakość. W latach 1975–1998 miasto administracyjnie należało do województwa bydgoskiego.
Prawa miejskie nadano Pakości 9 lutego 1359. Prywatne miasto szlacheckie położone było w XVI wieku w województwie inowrocławskim. Według danych GUS z 31 grudnia 2019 r. Pakość liczyła 5676 mieszkańców. Znajduje się tu drobny przemysł.
Pakość jest ważnym ośrodkiem kultu religijnego Kościoła katolickiego. Znajduje się tu Kalwaria Pakoska, która jest drugim co do ważności dla katolików (zaraz po Kalwarii Zebrzydowskiej) tego typu miejscem kultu w Polsce.
Przebiega tędy jeden z najważniejszych szlaków turystycznych w Polsce – Szlak Piastowski.

## Położenie
Patrząc od strony historycznej Pakość leży w krainie Wielkopolski, na ziemiach Pałuckich. Blisko stąd do ważnych ośrodków regionu czyli Bydgoszczy i Inowrocławia. Ze względu na położenie jest istotna dla transportu zarówno drogowego, wodnego jak i kolejowego. Rzeźba terenu w okolicy jest lekko pofałdowana. Gleby w tym rejonie to żyzne czarnoziemy. Przebiegają tędy szlaki turystyczne.

### Wody

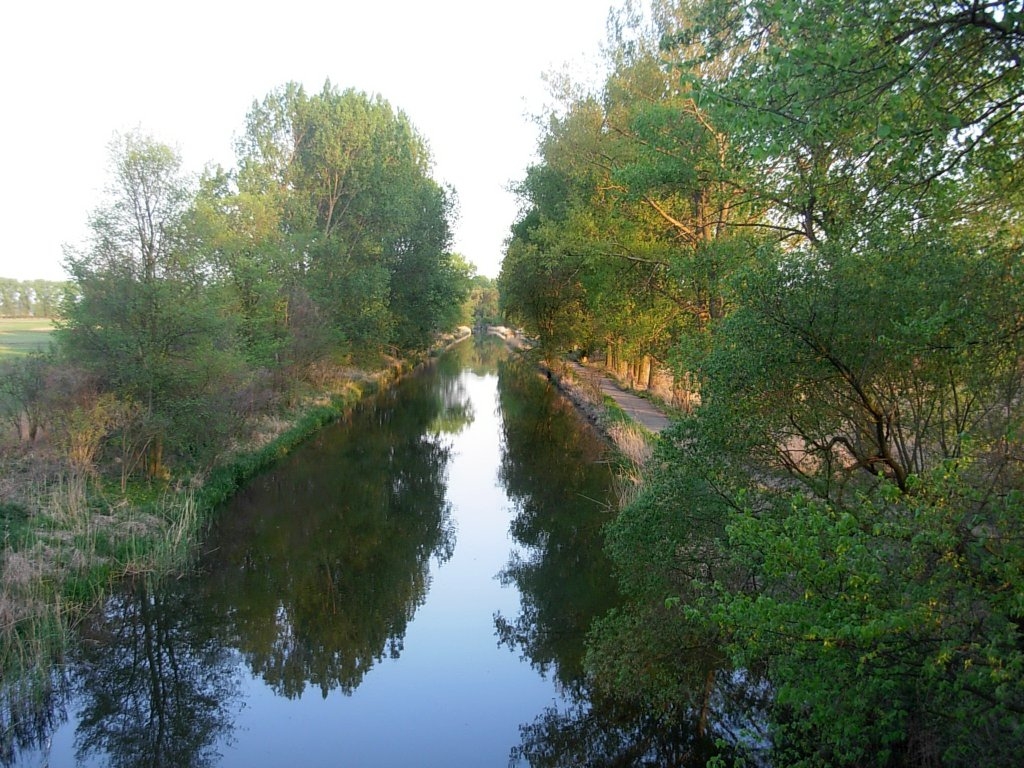
Noteć między Pakością i Inowrocławiem

Miasto leży przy szlakach wodnych. Położone jest między dwoma zbiornikami wodnymi: Jeziorem Pakoskim i jeziorem Mielno. Przepływa tędy rzeka Noteć. W okolicach miasta na Jeziorze Pakoskim umiejscowiona jest zapora wodna. Tama ta chroni Pakość przed powodzią (budowa zapory spiętrzyła poziom wody na jeziorze o 3–4 metry). Natomiast na rzece zlokalizowana jest śluza wodna, która umożliwia pokonywanie spiętrzenia wodnego jednostkom pływającym. Trwają prace przy modernizacji szlaków wodnych i przystosowaniu ich do celów turystycznych.

### Przyroda
W pobliżu zlokalizowane są kompleksy leśne. Miasto zlokalizowane jest na terenie administracyjnym Regionalnej Dyrekcji Lasów Państwowych w Toruniu. W promieniu 10 km mieszczą się lasy w Łącku i Mierucinie (leśnictwo Mierucinek). Brzegi okolicznych jezior były kilkanaście lat temu zadrzewiane i przystosowywane dla potrzeb wędkarzy. W odległości kilku kilometrów w okolicach Piechcina znajdują się zalane wodą kopalnie odkrywkowe kamienia wapiennego.

### Zieleń Miejska

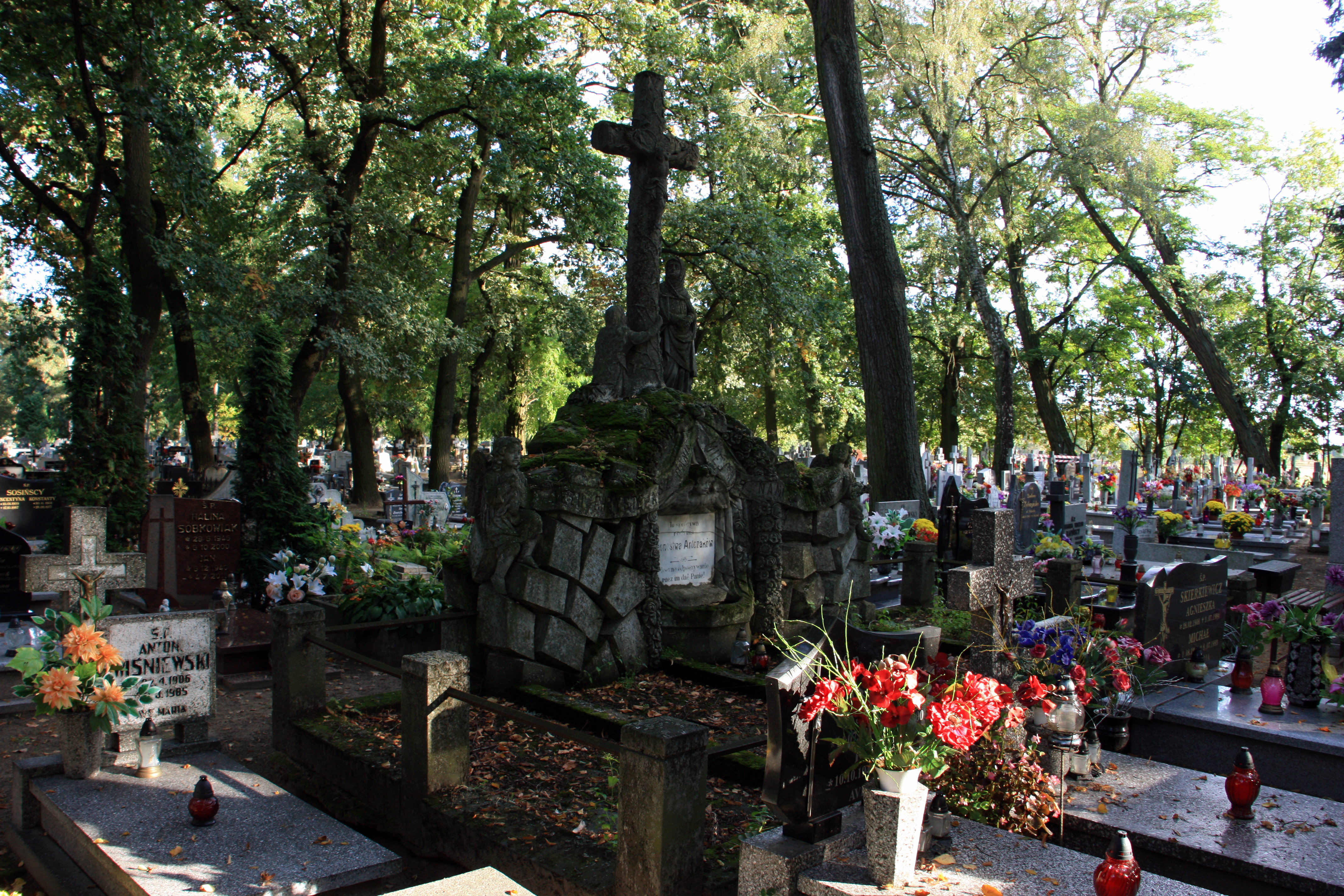
Cmentarz par. św. Bonawentury

W mieście znajduje się park. Jest on częścią Kalwarii Pakoskiej. Znajdują się w nim kapliczki. W ramach projektu utworzenia Parku Kulturowego "Kalwaria Pakoska" podświetlono kaplice oraz wybudowano fontannę. W okolicach znajdują się cmentarze różnych wyznań. Kilkoma hektarami zieleni zajmują się miejscowi franciszkanie.

## Historia

### Etymologia
Etymologia nazwy miasta, przytoczona przez Oskara Kolberga w jego dziele „Kujawy”:
(…) Nazwa jego [miasta] ma pochodzić częścią od pakowania (tłoczenia) budowli na mało-przestrzenną wysepkę ramionami Noteci objętą, częścią od tego, że musiano bić pale i tłoczyć kamienie i gruz w przepaścistą ziemię, aby ją tak ustaliwszy, mogli na niej wznosić budowle.
Miejscowość pod zlatynizowaną nazwą Pacosc wymieniona jest w łacińskim dokumencie wydanym w Kępnie w 1282 roku sygnowanym przez późniejszego króla polskiego Przemysła II.

### Początki Pakości
Pierwsze wzmianki o Pakości ukazały się w dokumentach w roku 1243. Po zaciętej obronie Pakość została zdobyta przez Krzyżaków w 1332 roku. Pakość otrzymała prawa miejskie na prawie magdeburskim 9 lutego 1359 roku. W czasie wojny trzynastoletniej Pakość wystawiła w 1458 roku 6 pieszych na odsiecz oblężonej polskiej załogi Zamku w Malborku. Z 1507 roku pochodzi pierwsze świadectwo istnienia osiedla żydowskiego w Pakości. W XVII w., w związku z przybyciem do miasta Husytów, ksiądz Wojciech Kęsicki postanowił dla wzmocnienia wiary wybudować Kalwarię, poświęconą kultowi Męki Pańskiej. Budowę rozpoczęto w roku 1618, finansowali ją głównie ówcześni właściciele miasta – Michał, Zygmunt i Paweł Działyńscy. Jest to kompleks, składający się z 25 kaplic, z których tylko dwie, wybudowane przed rokiem 1647, zachowały się do czasów obecnych. Pozostałe pochodzą z przełomu XVII i XVIII w. Drogi Kalwarii zostały wytyczone według wskazówek Christiana Andrichomiusa – zakonnika z Delf. Brano tu pod uwagę podobieństwo położenia Pakości do wzgórz jerozolimskich. Opiekę nad Kalwarią sprawują oo. franciszkanie. W kościele pw. św. Bonawentury, urządzonym w 1637 r. w skrzydle zamku Działyńskich, przechowywane są, prócz pamiątek i wotów, relikwie z Krzyża Świętego.

### Pod pruskim panowaniem

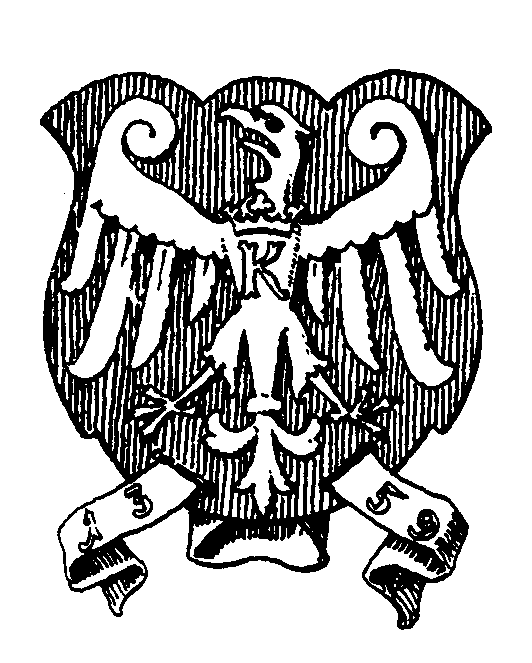
Herb Pakości z czasów panowania pruskiego (1866)

Ze względu na swoje położenie w mieście zawsze broniono polskich korzeni i kształtowano młodzież w duchu patriotycznym. W tym czasie wybudowano przebiegającą przez miasto linię kolejową z Inowrocławia do Wągrowca. Z tego też okresu pochodzi większość zabytkowych kamienic w centrum oraz ratusz. W owych latach znajdowała się tu cukrownia (po jej likwidacja utworzono zakłady lniarskie). W czasie rozbiorów używano niemieckiej nazwy Pakosch. Mieszkańcy założyli Ochotniczą Straż Pożarną. Jednym z ważniejszych punktów miasta był kościół ewangelicki, który nie przetrwał do dzisiaj. W 1906 wybuchł strajk szkolny o możliwość nauki w języku polskim. W 1815 powstał Urząd Pocztowy. Na początku XX wieku wybudowano synagogę.

### Powstanie wielkopolskie
Mieszkańcy Pakości na przełomie 1918 i 1919 roku przystąpili do zrywu powstańczego, którego celem było przyłączenie Wielkopolski i Kujaw do odradzającej się po zaborach Polski. Tu znajduje się pomnik i zbiorowa mogiła Powstańców Wielkopolskich. W walkach o Inowrocław i inne miejscowości na szlaku oswobodzenia ziemi kujawskiej walczyła Kompania Pakoska. Działało tu Towarzystwo Gimnastyczne "Sokół".
Pakościanie co roku oddają cześć powstańcom przy pomniku i innych miejscach pamięci związanych z powstaniem.

### Lata międzywojenne i II wojna światowa

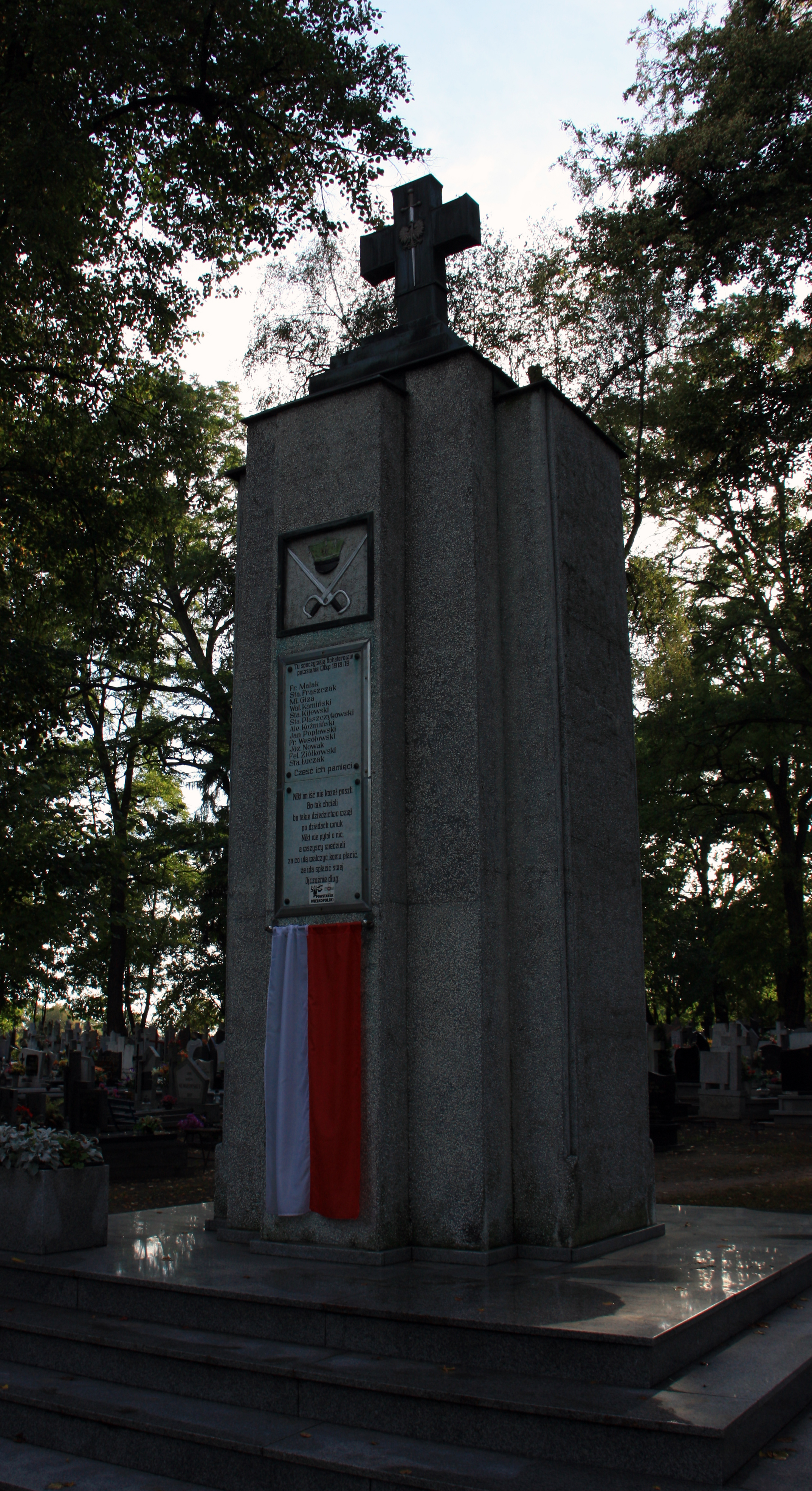
Miejsce pamięci na cmentarzu

Podczas międzywojnia Pakość była ośrodkiem drobnego handlu. Dużą rolę dla miasta odgrywała turystyka i rekreacja.
Według pierwotnych planów, powstałych przed wybuchem II wojny światowej, główna linia obrony przed III Rzeszą miała być obsadzona przez Armię "Poznań" dowodzoną przez gen. Tadeusza Kutrzebę i miała przebiegać na odcinku Gołańcz-Żnin-Barcin-Pakość-Janikowo-Strzelno-Kruszwica-Gopło-Warta. Jednak założenia te szybko uległy zmianie. W sierpniu 1939 roku w Pakości utworzone były punkty mobilizacyjne Wojska Polskiego. Przez miasto, w kierunku Kruszwicy i dalej nad Bzurę przemieszczały się jednostki należące do dwóch dywizji piechoty Wojska Polskiego. Po zajęciu miasta w pierwszej połowie września Niemcy ponownie ustanowili zniemczoną nazwę Pakosch i rozpoczęli w ramach Intelligenzaktion likwidację miejscowej inteligencji. Niemcy utworzyli w mieście podobóz pracy przymusowej obozu jenieckiego Stalag XXI D. W czasie okupacji zniszczono synagogę. Armia Czerwona zdobyła Pakość 21 stycznia 1945 roku. Niemcy podczas odwrotu wysadzili w powietrze most kolejowy.

### Polska Rzeczpospolita Ludowa
Na początku 1945 roku Armia Czerwona przekazała Pakość pod administrację polską. Władzę objęła Miejska Rada Narodowa.
W czasach PRL-u miasto dynamicznie się rozwijało, słynęło z zakładów lniarskich. Przez cały okres Polski ludowej istniała zawodowa straż pożarna zakładów lniarskich oraz OSP. Wybudowano blokowiska. Wzrosła liczba mieszkańców miasta.
Dnia 11 grudnia 1969 roku pod Pakością (we wsi Giebnia) miała miejsce katastrofa lotnicza. Rozbił się samolot bombowy Ił-28, należący do Sił Zbrojnych Polskiej Rzeczypospolitej Ludowej. W katastrofie zginęło 3 członków załogi w tym kapitan por. Bonifacy Hędzlewski. Macierzystym lotniskiem samolotu był wojskowy port lotniczy w Powidzu koło Gniezna. Bombowiec był zmuszony do awaryjnego lądowania w polu z powodu pożaru, jednak zahaczył o stogi lnu i rozbił się.
W latach 70. XX wieku Pakość odwiedził I sekretarz PZPR Edward Gierek.

## Zabytki i atrakcje turystyczne

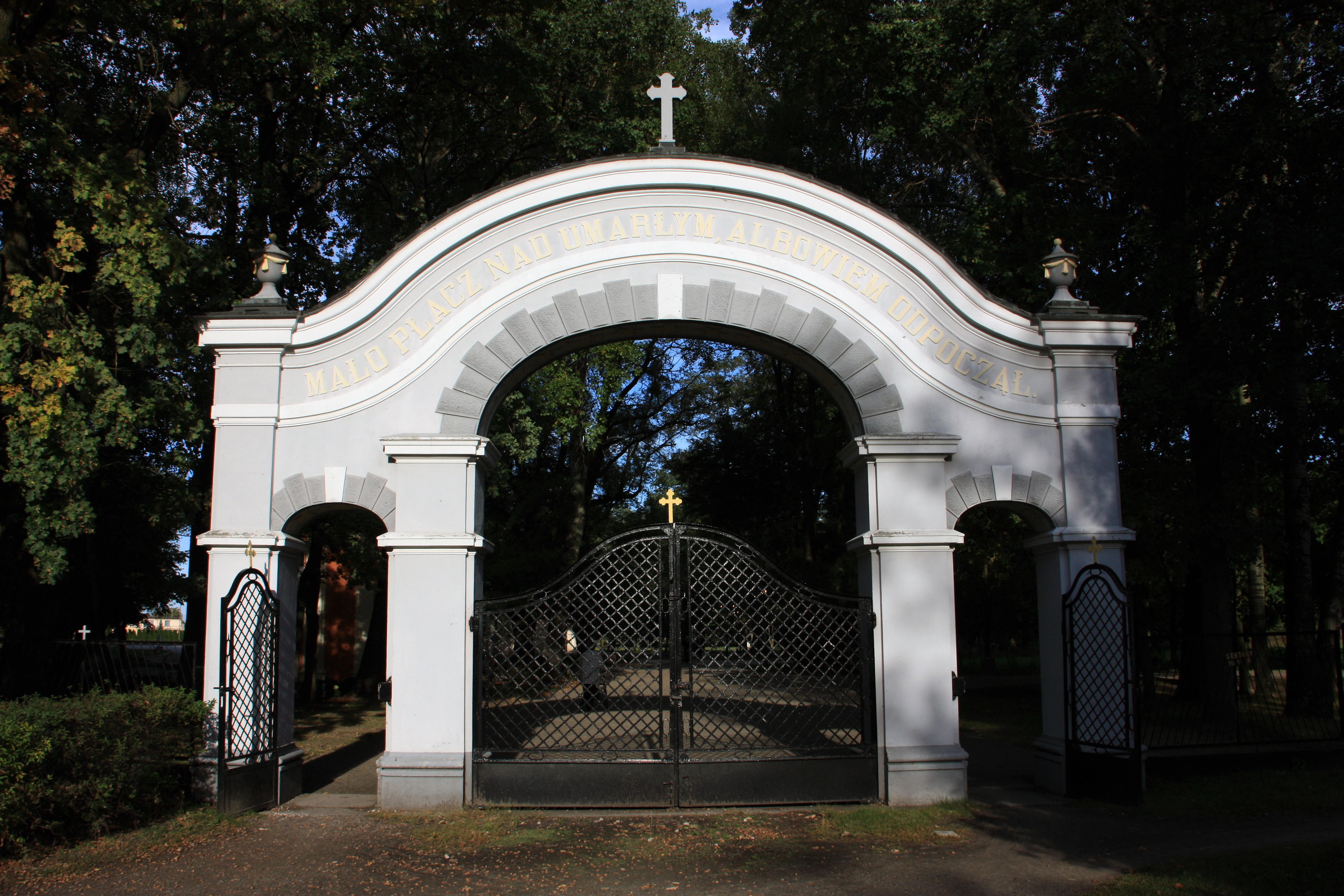
Brama cmentarza św. Bonawentury

Do rejestru zabytków wpisane są następujące obiekty.
- dzielnica Starego Miasta z układem urbanistycznym z 2. poł. XIV w.,
- XVII-wieczna kalwaria fundacji Działyńskich - zespół 25 kaplic, wzorowany na topografii Miejsc Świętych w Jerozolimie, zwany Kujawską Jerozolimą,
- dawny zespół klasztorny reformatów, obecnie franciszkanów, z kościołem św. Bonawentury, zbudowany w XVII w. z wykorzystaniem murów XIV-wiecznego zamku Leszczyców,
- ratusz z 1907,
- cmentarz parafialny św. Bonawentury, założony w 1827 roku, na którym znajdują się m.in. kaplice grobowe rodzin Tretyn i Stroińskich.

Ponadto do pozostałych ciekawszych zabytków spoza rejestru można zaliczyć:
- most kolejowy na rzece Noteć,
- kamienice na Starym Mieście,
- gmach Szkoły Podstawowej nr 1,
- zabytkowe obiekty przemysłowe,
- pozostałości zespołu pałacowo-parkowego w Rybitwach - m.in. budynek zarządców z 2. poł. XIX w., obecnie w ruinie[14].
- neogotycki pałac barona von Rheinbaben z zespołem parkowym na terenie parku krajobrazowego[15].

Nietypową atrakcją turystyczną jest przebiegająca w okolicach Pakości przemysłowa kolej linowa długości ok. 7 km, zbudowana w 1960 r., transportująca kruszywo wapienne na potrzeby zakładów produkcji sody w Janikowie.

## Gospodarka i komunikacja

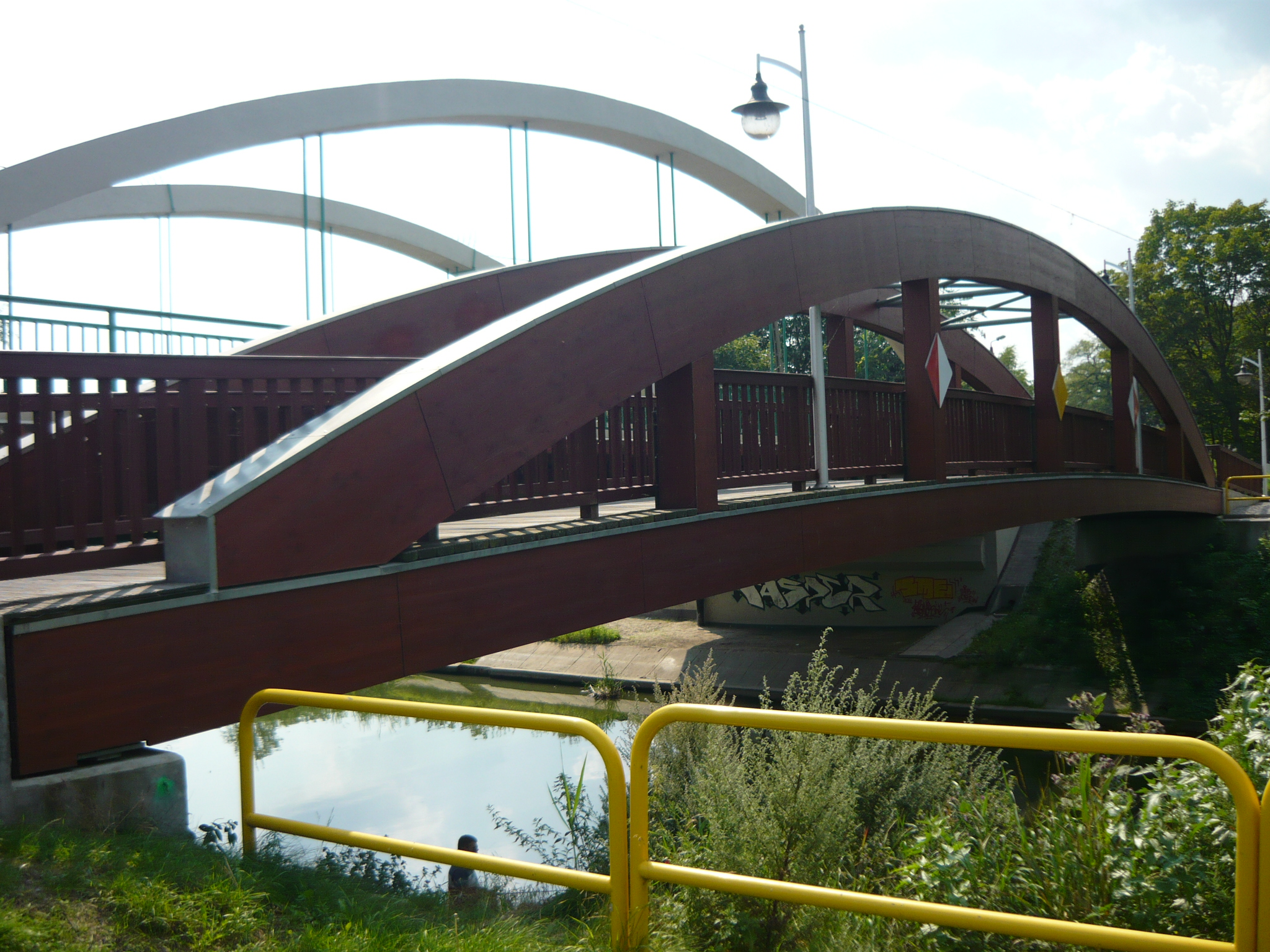
Most na Noteci oraz kładka dla pieszych

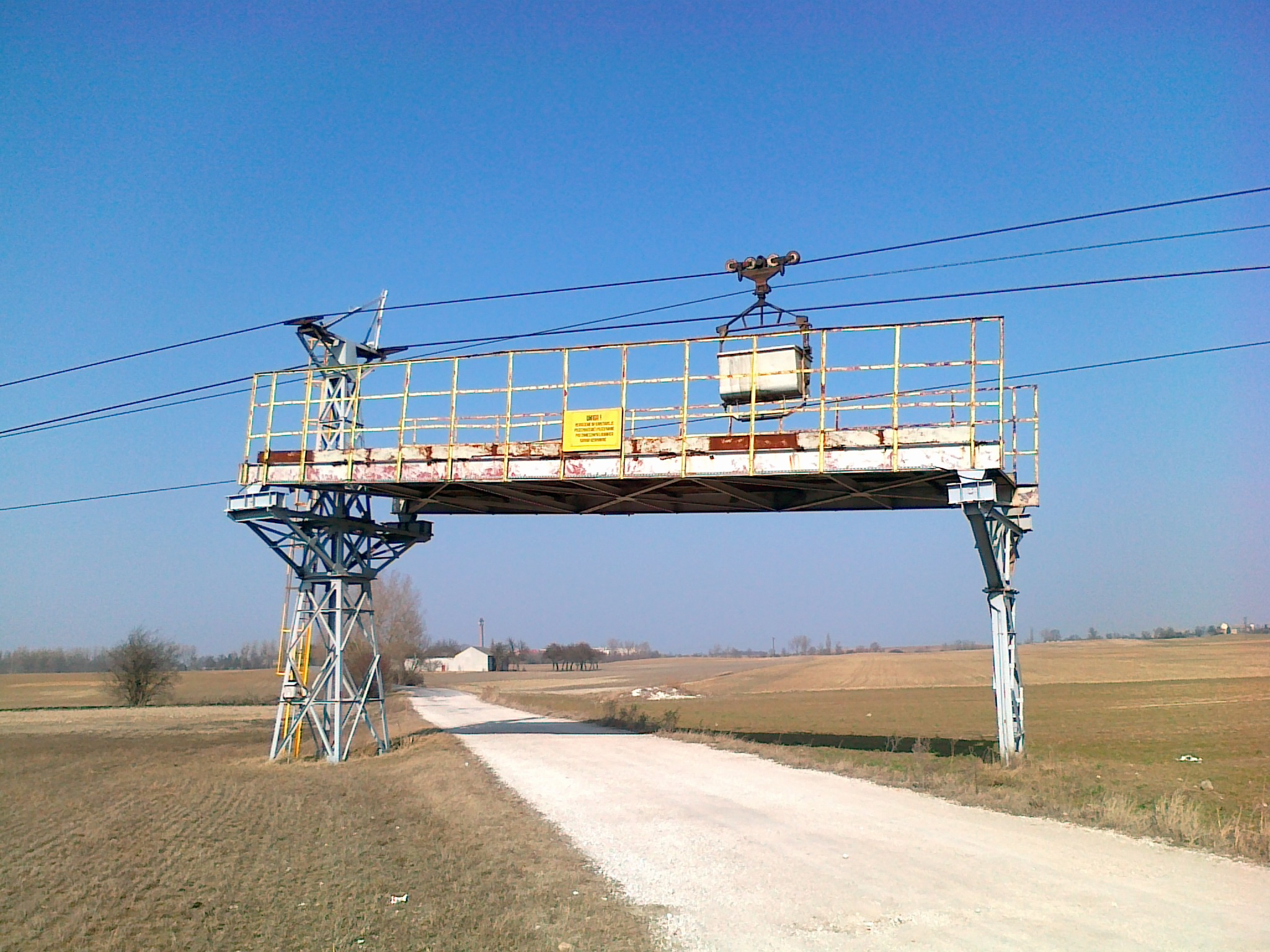
Kolej linowa

### Komunikacja
Drogi:
Pakość jest węzłem komunikacyjnym o dużym znaczeniu. Krzyżują się tu drogi:
- 251 – droga wojewódzka nr 251
- 255 – droga wojewódzka nr 255

Obecnie trwają prace, które mają na celu poprawienie sytuacji pieszych i kierowców. Jest tu sygnalizacja świetlna, a DW 255 ma w przyszłości zostać poprowadzona obrzeżami miasta, co pozwoli zmniejszyć ruch w centrum.
Kolej:
Linia 206 – 206. Inowrocław Rąbinek – Drawski Młyn, na której jest stacja kolejowa Pakość. Linia obsługuje składy towarowe na odcinku Inowrocław Rąbinek-Dziarnowo-Pakość-Wapienno.
W Pakości znajduje się czynna towarowa kolej linowa Janikowo - Pakość – Piechcin, która transportuje kamień z Piechcina do Zakładów Sodowych w Janikowie.
W Pakości codzienne zatrzymuje się kilka autobusów m.in. K-PTS oraz SprintTrans. Autobusy kursują do  Piechcina, Barcina, Żnina, Inowrocławia, Kościelca.

### Gospodarka
Znajduje się tu kilka sklepów sieciowych. Przemysł zlokalizowany jest wokół miasta. Największym pakoskim zakładem pracy jest najważniejsza baza logistyczna hipermarketów Polomarket, która zatrudnia kilkaset osób. Są tu również m.in.: betoniarnia i fabryka wag. Zlokalizowane są tu turbiny (elektrownie) wiatrowe.

## Ośrodek kultu religijnego

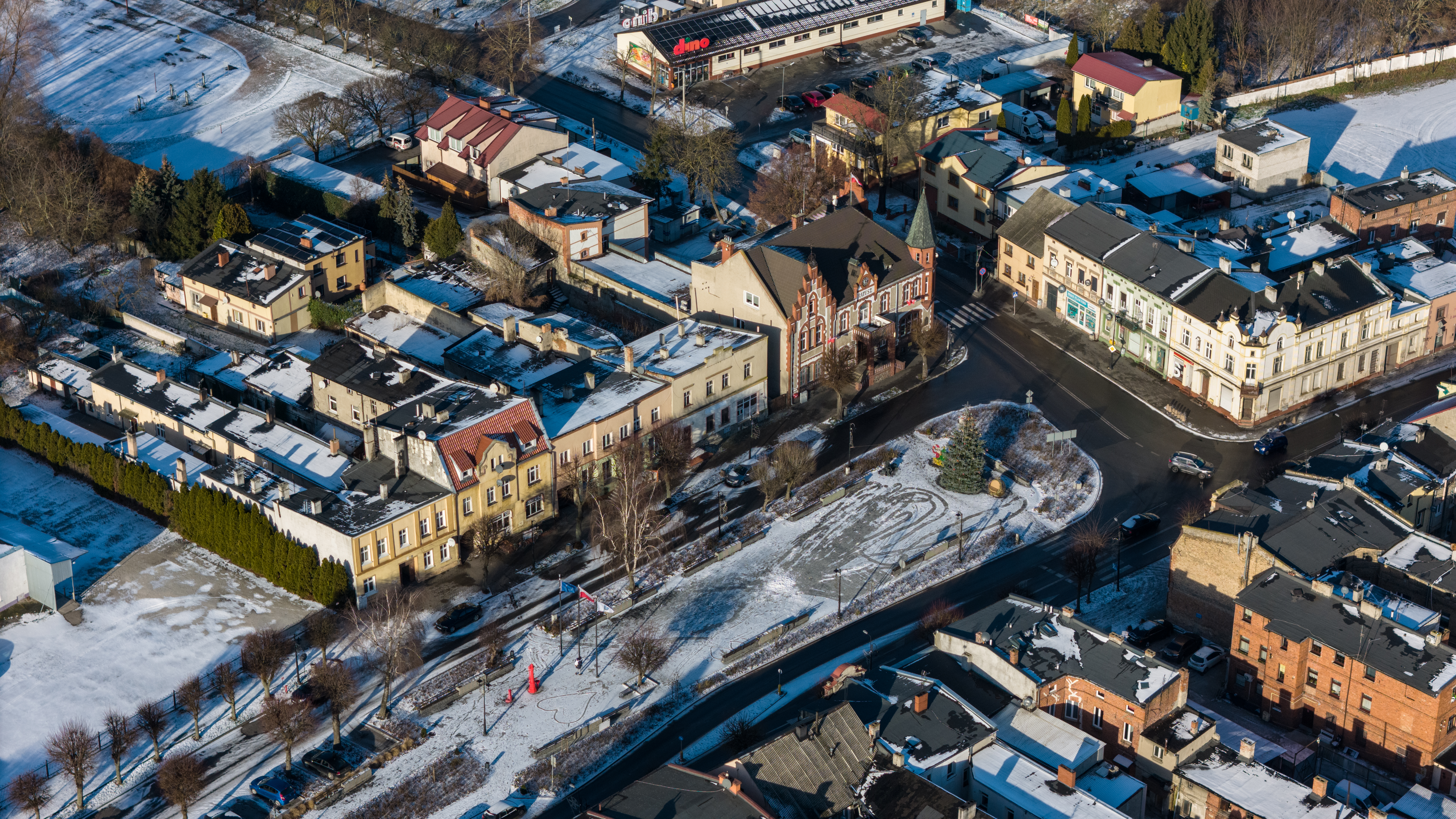
Rynek w Pakości

Kalwaria Pakoska jest to zespół 25 kaplic pasyjnych w Pakości wraz z klasztorem franciszkanów pw. św. Bonawentury, nazywana Kujawską Jerozolimą. Ufundowana w 1628, jest drugim tego typu zespołem sakralnym po Kalwarii Zebrzydowskiej, powstałym na ziemiach polskich. W 1671 sprowadzono relikwie drzewa Krzyża Świętego (jest to obecnie największa cząstka relikwii Krzyża Świętego w Polsce). Ich kult potwierdził uroczyście bp Stanisław Dziannota 12 września 1671. Stacje upamiętniające wydarzenia z Golgoty znajdują się na Wzgórzu Ludkowskim.
Co roku do Pakości przybywają dziesiątki tysięcy pielgrzymów na nocną drogę krzyżową. Założenie topograficzne Kalwarii Pakoskiej w sposób pośredni opiera się na topografii miejsc świętych w Jerozolimie (usytuowanie ostatnich stacji Drogi Krzyżowej na wzniesieniu, most na Cedronie itp.). Na kalwarię składa się 26 stacji, w tym dwa kościoły − klasztorny św. Bonawentury i Ukrzyżowania.
- 25 kaplic kalwaryjskich w Pakości:
  - Wniebowstąpienie Pańskie,
  - Ogród Oliwny,
  - Judasz,
  - Wniebowzięcie NMP,
  - Potok Cedron,
  - Brama Jerozolimska,
  - Annasz,
  - Pożegnanie z Matką,
  - Wieczernik,
  - Kajfasz – Więzienie,
  - Piłat,
  - Herod,
  - Włożenie Krzyża,
  - Pierwszy upadek,
  - Spotkanie z Matką,
  - Szymon z Cyreny,
  - Weronika,
  - Drugi upadek,
  - Płaczące niewiasty,
  - Trzeci upadek,
  - Obnażenie z szat,
  - Przybicie do Krzyża,
  - Kościół Ukrzyżowania,
  - Zdjęcie z Krzyża,
  - Grób Pański.

Poza Drogą Krzyżową głównym celem pielgrzymek są relikwie Krzyża Świętego, sprowadzone tu z Ziemi Świętej w XVII wieku.

## Związki wyznaniowe
Kościół rzymskokatolicki

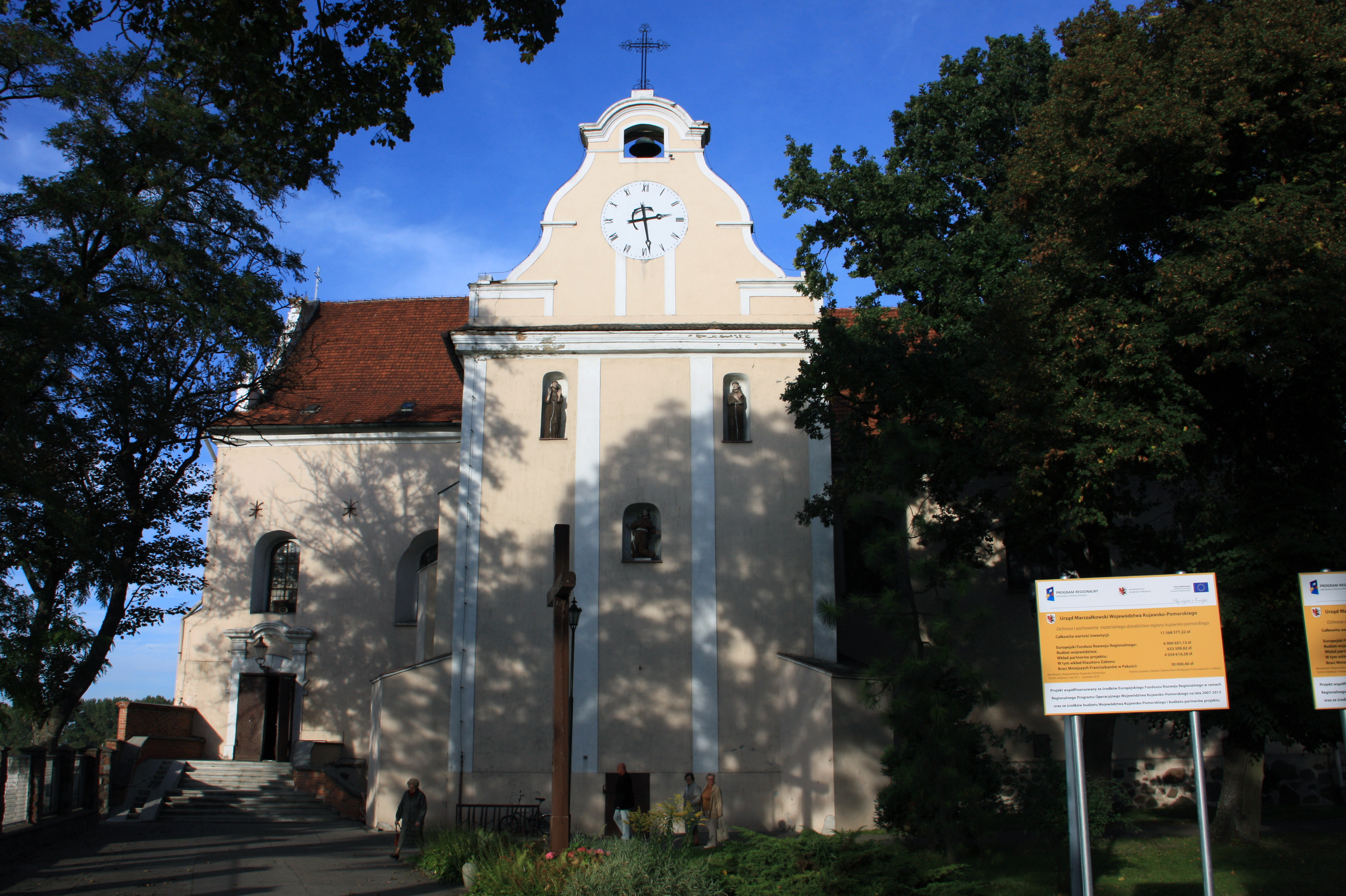
Kościół św. Bonawentury

- Parafia pw. św. Bonawentury w Pakości
- Parafia pw. Pana Jezusa Ukrzyżowanego i Matki Bożej Bolesnej w Pakości

Znajduje się tu klasztor franciszkanów. Zakonnicy opiekują się relikwiami Krzyża Świętego.
W strukturze kościoła rzymskokatolickiego parafie należą do metropolii gnieźnieńskiej, archidiecezji gnieźnieńskiej.

## Demografia
| Dane historyczne | Dane historyczne | Dane historyczne |
| Rok              | Ludność          | Zm., %           |
| ---------------- | ---------------- | ---------------- |
| 1910             | 3770             | –                |
| 1921             | 3336             | −11,5%           |
| 1931             | 3797             | 13,8%            |
| 1939             | 3926             | 3,4%             |
| 1950             | 3517             | −10,4%           |
| 1960             | 4328             | 23,1%            |
| 2010             | 5774             | 33,4%            |
| [ 19 ] [ 20 ]    |                  |                  |

Piramida wieku mieszkańców Pakości w 2014 roku.

## Kultura

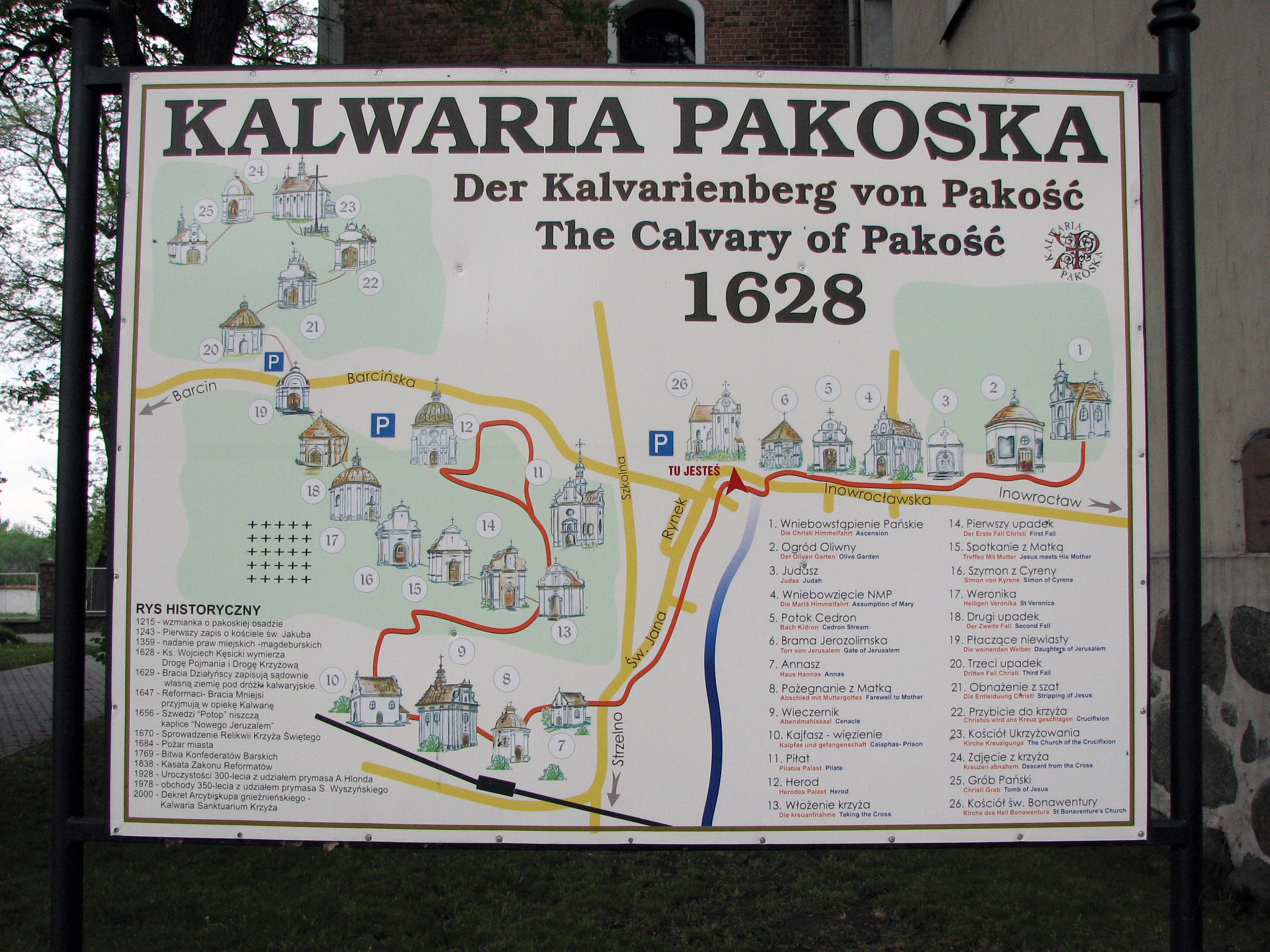
Plan Kalwarii Pakoskiej

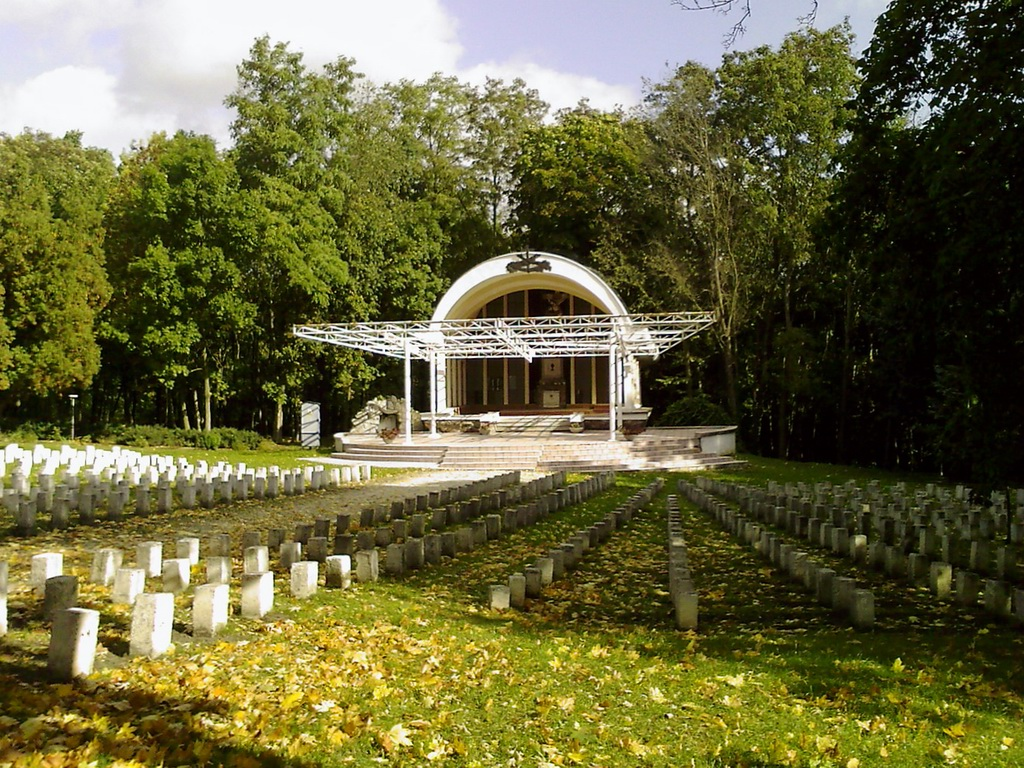
Ołtarz na kalwarii

W mieście działa Ośrodek Kultury i Turystyki. Do jego dyspozycji jest sala widowiskowa z możliwością przekształcenia w salę kinową. Organizowane są imprezy cykliczne np. Dni Pakości.
W Pakości działa też biblioteka publiczna, z której mogą korzystać nie tylko mieszkańcy miasta, ale także gminy. Wiele imprez kulturalnych organizują miejscowi franciszkanie. Działa tu zespół ludowy "Pakościanie".

## Turystyka
Baza noclegowa to Hotel w Pakości, który działa przy OKiT. Co roku odbywa się tu nocna droga krzyżowa po alejkach Kalwarii Pakoskiej, która jest jedną z największych atrakcji miasta. Są tu relikwie Krzyża św., do których przybywają pielgrzymi z całej Polski. Jest tu duże zaplecze dla sportów wodnych.

## Media

### Prasa
W mieście działa gazeta "Wiadomości Pakoskie", która opisuje najciekawsze zdarzenia z życia miasta i okolicy. Jest wydawana co miesiąc.

### Telewizja i Radio
W regionalnym paśmie TVP nadawany jest cyklicznie program o Kalwarii Pakoskiej. Informacje w radiu możemy uzyskać, dzięki lokalnej rozgłośni:"Polskie Radio Pomorza i Kujaw" (Radio PiK)

## Bezpieczeństwo
O bezpieczeństwo mieszkańców i turystów w Pakości dba kilka organizacji i służb:
| Rodzaj Służby | Służba                   | Jednostki                                         | Dowódca                       |
| ------------- | ------------------------ | ------------------------------------------------- | ----------------------------- |
| Ratownicza    | Ochotnicza Straż Pożarna | Jednostka Operacyjno-Techniczna (KSRG) Pakość     | dh. Andrzej Idziaszek         |
| Ratownicza    | Ośrodek Zdrowia          | Przychodnia Rejonowa w Pakości                    | ---                           |
| Porządkowa    | Policja                  | Komenda Policji                                   | komisarz Przemysław Tulibacki |
| Porządkowa    | Straż Ochrony Kolei      | Posterunek w Pakości (funkcjonariusze dojeżdżają) | ---                           |

Dodatkowo mieści się tu pogotowie gazowe, a miasto jest monitorowane.

## Architektura i urbanizacja

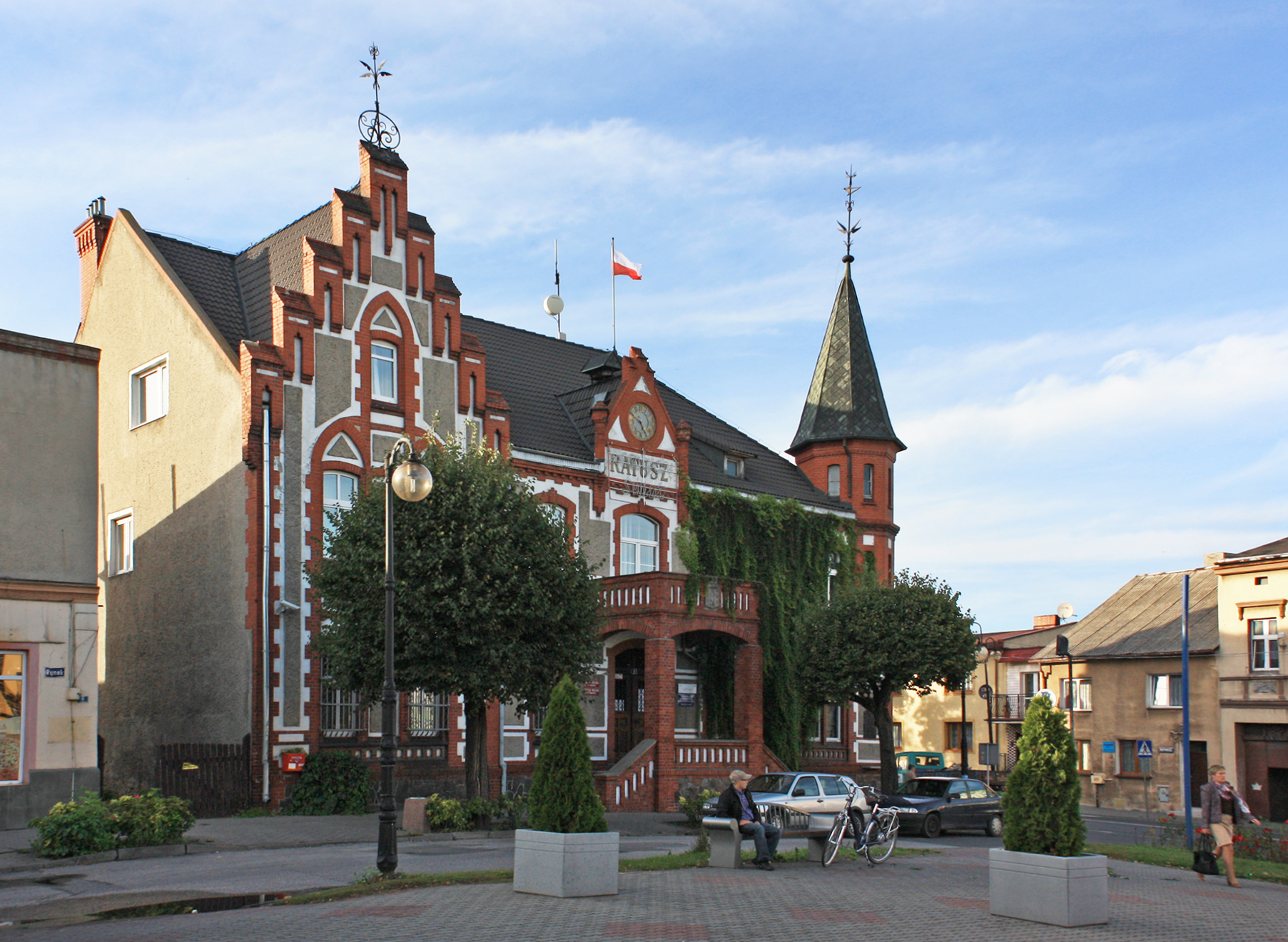
Zabytkowy Ratusz z 1907 roku

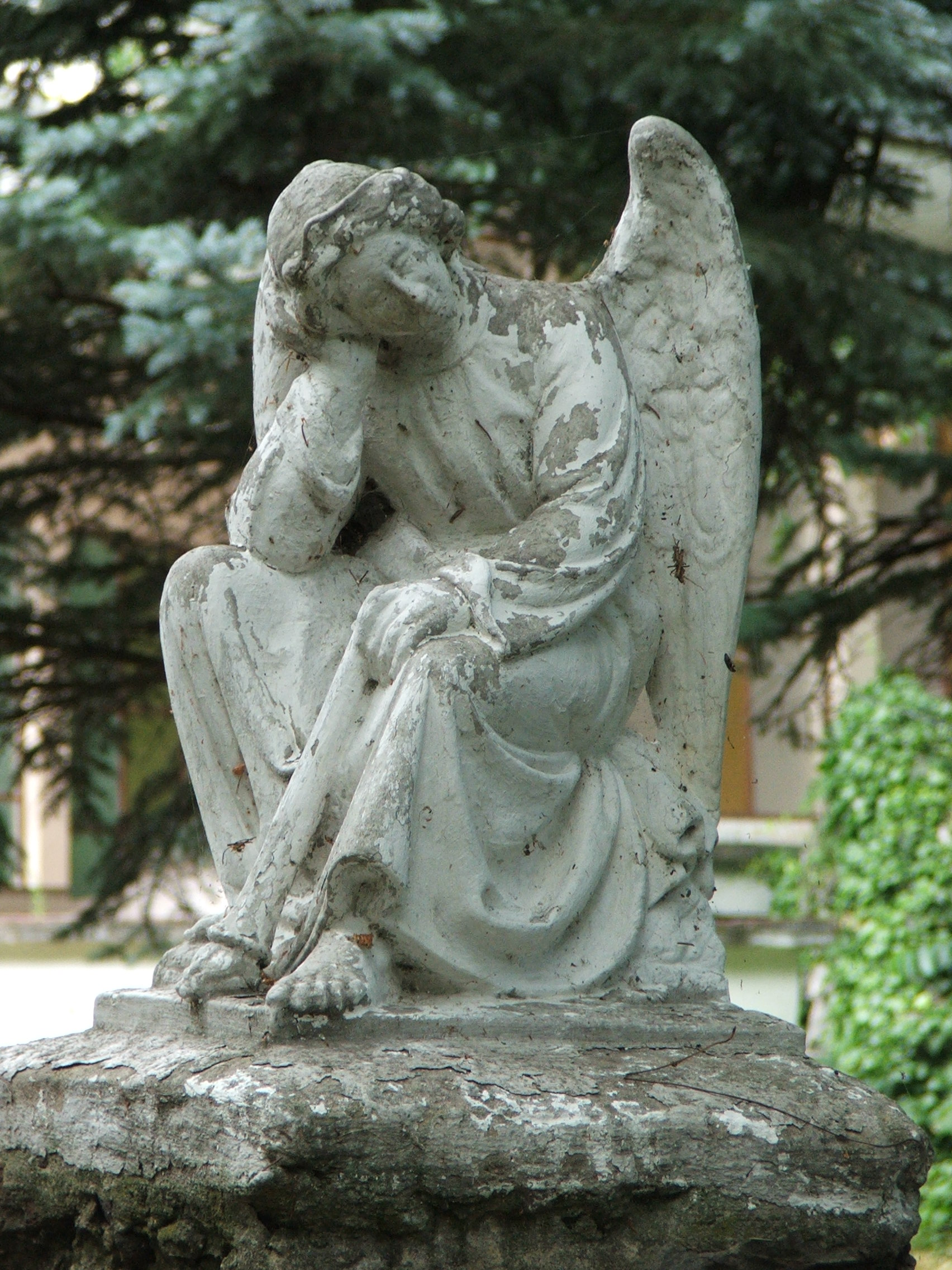
Anioł z Kalwarii w Pakości

Stare Miasto składa się z zabytkowych kamieniczek przy rynku i ulicach odchodzących od niego. Wart wyróżnienia w tej części miasta jest Ratusz z 1907 roku. Jest tu też Klasztor Franciszkanów, osiedla domków jednorodzinnych i blokowisko. Miasto ma małą powierzchnie jak na taką liczbę mieszkańców co powoduje, że zabudowa jest bardzo zwarta.

## Pomniki i miejsca pamięci
W Pakości znajdują się tablice pamiątkowe, pomniki i mogiły związane z Powstaniem Wielkopolskim i znanymi mieszkańcami miasta.

## Edukacja
Szkoła średnia znajduje się w podpakoskim Kościelcu, ponieważ w większości kształci rolników. Lokalizacja we wsi daje możliwości do lepszego kształcenia.
- Przedszkola
  - Przedszkole Miejskie w Pakości
- Szkoły Podstawowe
  - Szkoła Podstawowa im. Powstańców Wielkopolskich w Pakości
  - Szkoła Podstawowa w Kościelcu Kujawskim
  - Szkoła Podstawowa im. Ewarysta Estkowskiego w Pakości
- Szkoły Ponadpodsatwowe
  - Zespół Szkół Ponadpodstawowych w Kościelcu pod Pakością
- Szkoły wyższe
  - Filia Uniwersytetu Trzeciego Wieku WSG Bydgoszcz w Pakości

## Sport i rekreacja

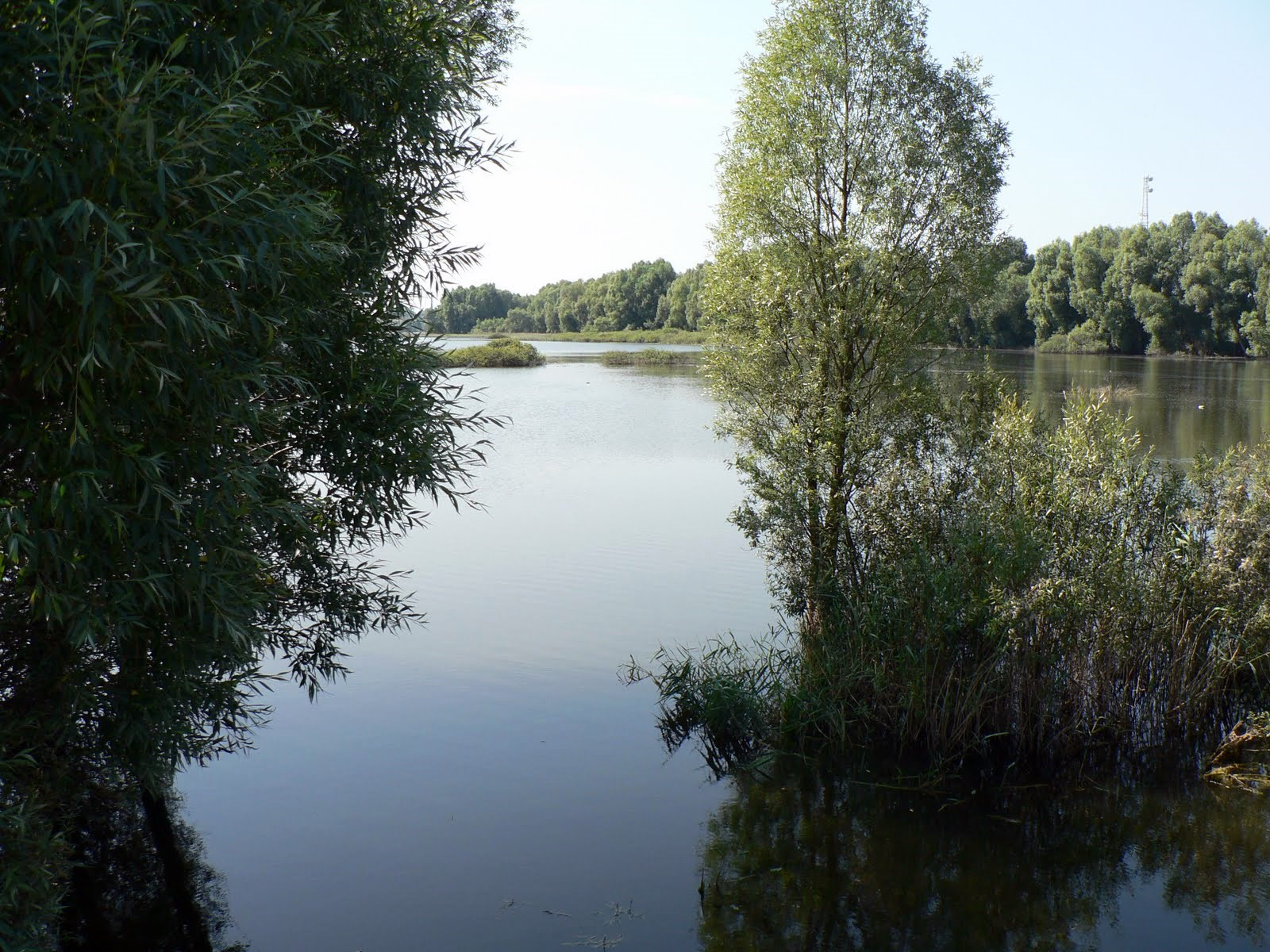
Jezioro Pakoskie

Co roku w mieście odbywa się Puchar Polski w Nordic-Walking. Planowana jest budowa nowoczesnego basenu i dalsza modernizacja stadionu miejskiego (dobudowanie zadaszonej trybuny).

### Kluby sportowe
Działają tu:
- KS Notecianka Pakość-piłka nożna(IV liga)
- MUKS Sokół Pakość-koszykówka (III liga)

### Rekreacja
Miasto leży nad dwoma jeziorami. Daje to szerokie możliwości do uprawiania sportów wodnych, a w szczególności żeglarstwa oraz wędkarstwa. W Łącku (wieś pod Pakością) jest stanica żeglarska, planowane jest wybudowanie stanicy żeglarskiej na Noteci, ale pod Pakością. Są tu dwa boiska "Orlik 2012". Miasto dysponuje też innym zapleczem sportowym np. halą sportową.

## Współpraca międzynarodowa
Miasto utrzymuje stosunki międzynarodowe z różnymi regionami za granicą, jednak tylko jedno miasto ma status partnerskiego.
Miasta partnerskie:
- Bladel, Holandia

## Przynależność administracyjna
| Okres     |            | Państwo                       | Zwierzchność                  | Jednostka administracyjna                                          |
| --------- | ---------- | ----------------------------- | ----------------------------- | ------------------------------------------------------------------ |
| 1818-1919 |            | Królestwo Prus                | Królestwo Prus                | Prowincja poznańska, powiat mogilnicki                             |
| 1919-1939 | Polska     | Rzeczpospolita Polska         | Rzeczpospolita Polska         | województwo poznańskie, powiat mogileński                          |
| 1939-1945 | III Rzesza | Okupacja niemiecka/III Rzesza | Okupacja niemiecka/III Rzesza | Kraj Warty, Rejencja inowrocławska                                 |
| 1939-1945 |            | Polskie Państwo Podziemne     | Polskie Państwo Podziemne     | Okręg Poznań AK, Samodzielny Obwód Mogilno AK                      |
| 1945-1950 | Polska     | Rzeczpospolita Polska         | Rzeczpospolita Polska         | województwo poznańskie, powiat mogieński                           |
| 1950-1954 | Polska     | Rzeczpospolita Polska         | Rzeczpospolita Polska         | województwo poznańskie, powiat mogileński                          |
| 1955-1975 | Polska     | Polska Rzeczpospolita Ludowa  | Polska Rzeczpospolita Ludowa  | województwo bydgoskie, powiat inowrocławski                        |
| 1975-1989 | Polska     | Polska Rzeczpospolita Ludowa  | Polska Rzeczpospolita Ludowa  | województwo bydgoskie, rejon inowrocławski                         |
| 1989-1998 | Polska     | Rzeczpospolita Polska         | Rzeczpospolita Polska         | województwo bydgoskie, rejon inowrocławski                         |
| od 1999   | Polska     | Rzeczpospolita Polska         | Rzeczpospolita Polska         | województwo kujawsko-pomorskie, powiat inowrocławski, gmina Pakość |